# Wonder Woman (soundtrack)
Wonder Woman is de soundtrack van Rupert Gregson-Williams voor de film met dezelfde naam. Het album werd uitgebracht op 2 juni 2017 door WaterTower Music.
Op 3 november 2016 werd bekendgemaakt dat Rupert Gregson-Williams van het componisten team van Remote Control Productions de originele filmmuziek zal schrijven. Ook werd dezelfde dag bekendgemaakt dat het thema van Wonder Woman ("Is She With You?") van de soundtrack Batman v Superman: Dawn of Justice opnieuw zal worden gebruikt voor deze soundtrack. Hiermee speelt Tina Guo wederom op de elektrische cello. Het orkest stond onder leiding van Alastair King. In de filmmuziek zong het koor London Voices. De opnames vonden plaats in de AIR Lyndhurst Hall in Londen. Zangeres Sia zong samen met Labrinth speciaal voor de film het nummer "To Be Human", dat ook eerder werd uitgebracht op single.

## Nummers
Alle tracks geschreven door Rupert Gregson-Williams, tenzij anders vermeldt.
1. "Amazons of Themyscira" (6:47)
2. "History Lesson" (5:16)
3. "Angel on the Wing" (3:45)
4. "Ludendorff, Enough!" (7:37)
5. "Pain, Loss & Love" (5:27)
6. "No Man's Land" (bevat "Is She With You?" van Hans Zimmer en Junkie XL) (8:52)
7. "Fausta" (3:20)
8. "Wonder Woman's Wrath" (bevat "Is She With You?" van Hans Zimmer en Junkie XL) (4:06)
9. "The God of War" (8:02)
10. "We Are All to Blame" (3:11)
11. "Hell Hath No Fury" (3:58)
12. "Lightning Strikes" (3:35)
13. "Trafalgar Celebration" (bevat "Is She With You?" van Hans Zimmer en Junkie XL) (4:50)
14. "Action Reaction" (5:54)
15. "To Be Human" – Sia featuring Labrinth (geschreven door Florence Welch en Rick Nowels) (4:00)